# Єврейський народний університет
Єврейський народний Університет — вищий навчальний заклад в Києві за часів Української Народної Республіки. Існував два з половиною роки з 9 червня 1918 по кінець 1920 року. Єдиний в історії вищий навчальний заклад де викладання провадилося мовою їдиш.
Існував Університет на кошти товариства «Культур-Ліга», Уряду УНР, Київської міської Управи, а також за рахунок благодійних внесків Київської єврейської громади і платні за навчання. Кожен слухач вносив за навчання платню 100 карбованців на рік. В 1919 році бюджет Університету становив 120 тис. карбованців.
До Університету приймалися особи не молодші 16 років і повний курс навчання був розрахований на два роки. Заняття проходили протягом 14-16 годин на тиждень. Серед слухачів понад половину становили робітники і службовці. Для тих хто бажав ґрунтовніше вивчати якусь дисципліну було організовано спецкурси, семінари та практичні заняття.
Ректор Моше Зільберфарб (1876—1934) — політичний і громадський діяч, доктор наук, член ЦК «Культурної Ліги», міністр (генеральний секретар) з єврейських справ Центральної Ради, один із засновників Соціалістичної єврейської робітничої партії (СЄРП).

## Історія
Як пише газета «Киевская мысль» за 5 жовтня 1918 року „до комісії у справах вищих навчальних закладів в Україні надійшло клопотання товариства «Культурна Ліга» про визнання єврейського народного Університету, відкритого цим товариством у Києві — вищим навчальним закладом. У Комісії академіка В. І. Вернадського розгляд клопотання «Культурної Ліги» було доручено члену Комісії А. Ю. Кримському.“ Комісія встановила що «статут єврейського Університету, зважаючи на те, що ніяких протиріч щодо закону в ньому немає, затвердити і визнати єврейський народний Університет вищим навчальним закладом».
Лекції проходили у приміщенні 4-ї чоловічої гімназії за адресою вулиця Велика Васильківська, № 98. З 9 листопада 1918 року почалися регулярні лекції, які проходили в приміщеннях Київського університету. У травні 1919 року також було відкрито філію університету на Подолі.
Після того як в червні 1920 року у Києві було встановлено радянську владу наприкінці 1920 року університет було закрито, а Зільберфарб у 1921 році емігрував в Варшаву.

## Факультети
Університет складався з трьох факультетів:
- Природничо-математичний факультет -

математика, механіка, фізика, хімія, геологія, фізична географія і метеорологія, астрономія, ботаніка, зоологія, анатомія і фізіологія людини, гігієна.
- Гуманітарний факультет -

політекономія, економічна географія, історія України, історія Росії, загальна історія, право, загальна література, соціологія, історія філософії, логіка, психологія.
- Факультет єврейських знань -

єврейська література, давньоєврейська мова і література, єврейська історія, історія євреїв у Східній Європі, Біблія і біблейська критика, історія єврейської культури, історія єврейського самоврядування.

## Кількість студентів
- Червень 1918-го — 62;
- вересень — 140;
- грудень — 183;
- влітку 1919 — 250.